# Carel Visser

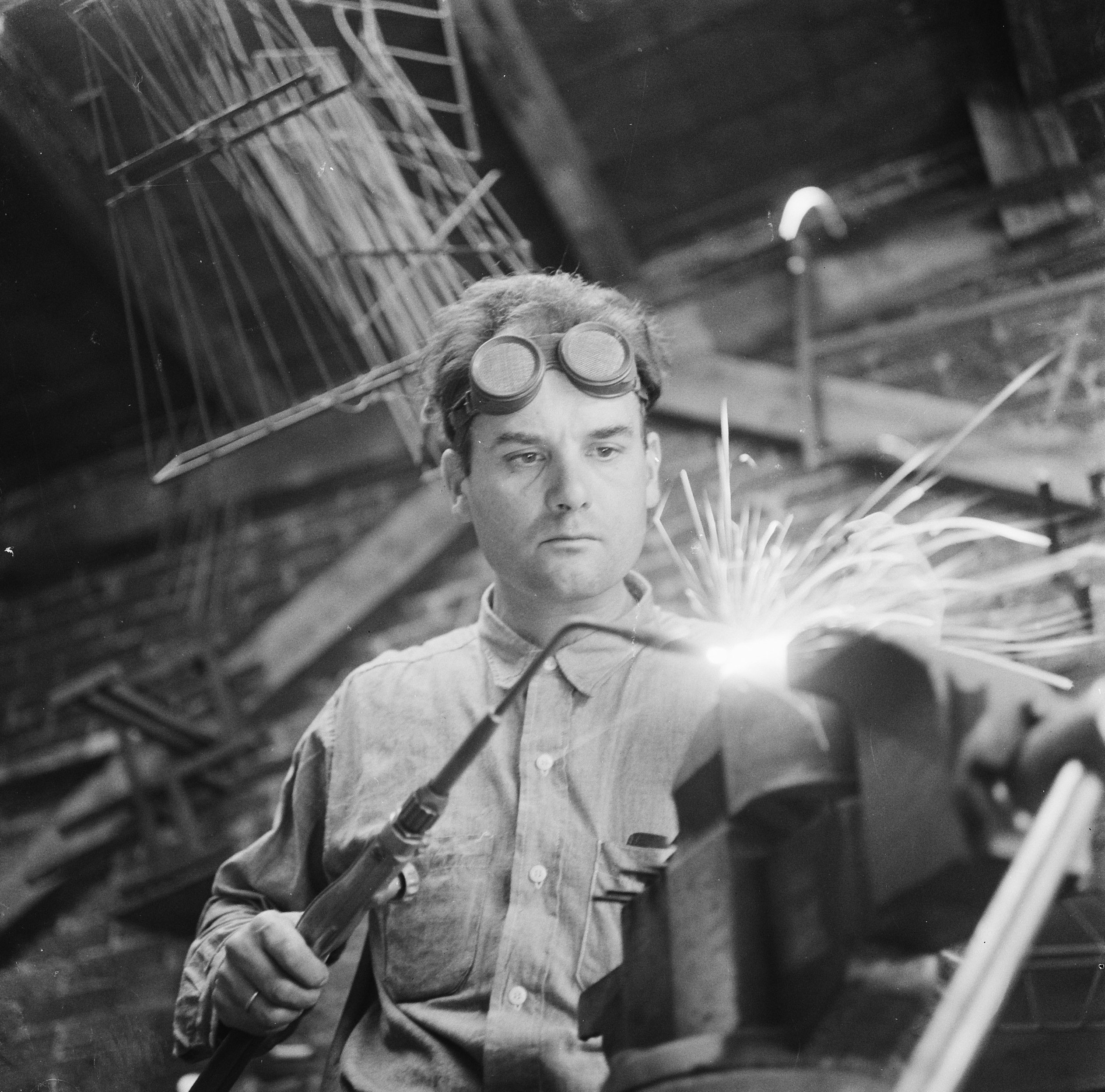
Carel Visser (1964)

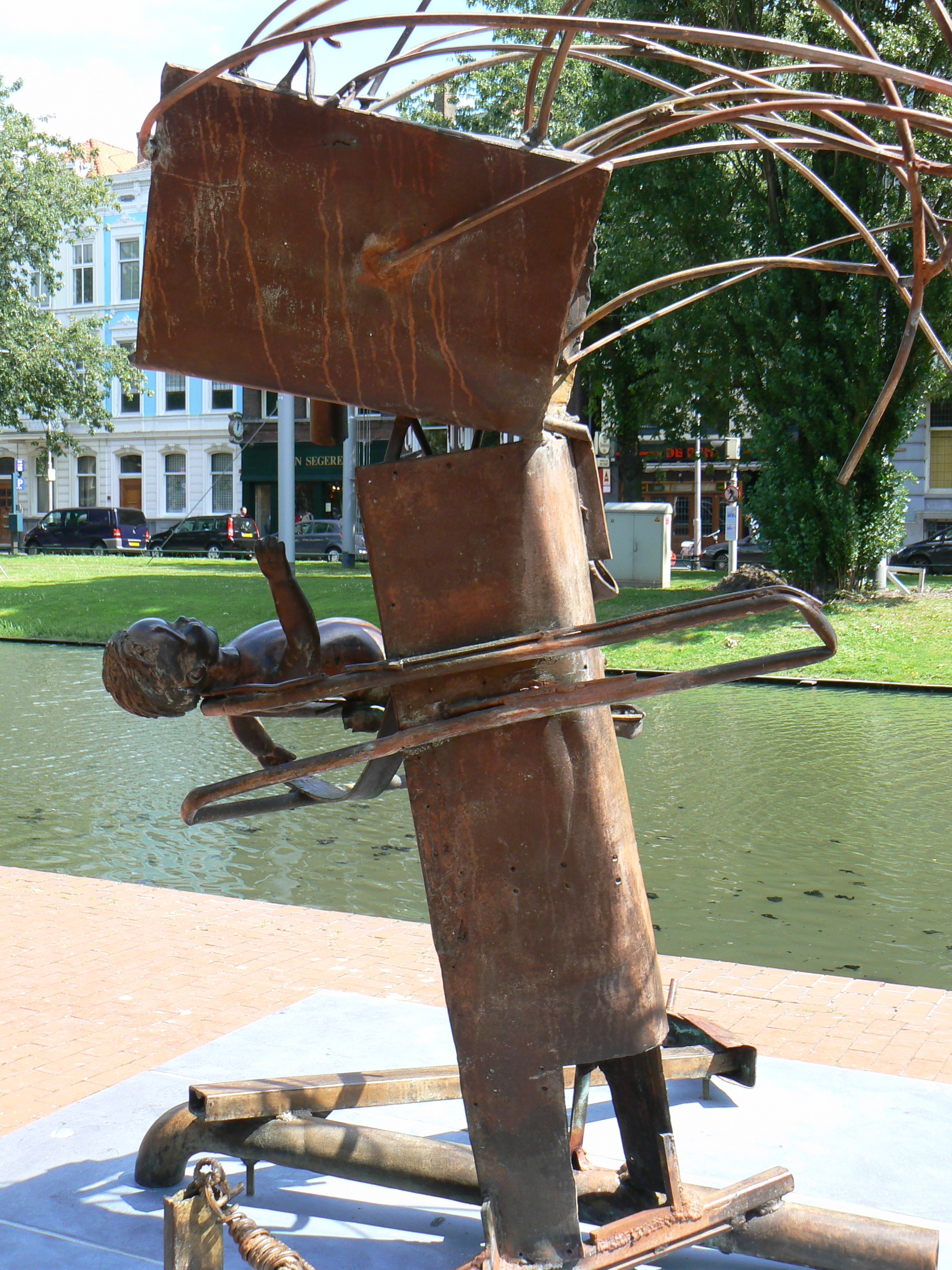
Moeder en kind (2001) Westersingel, Rotterdam

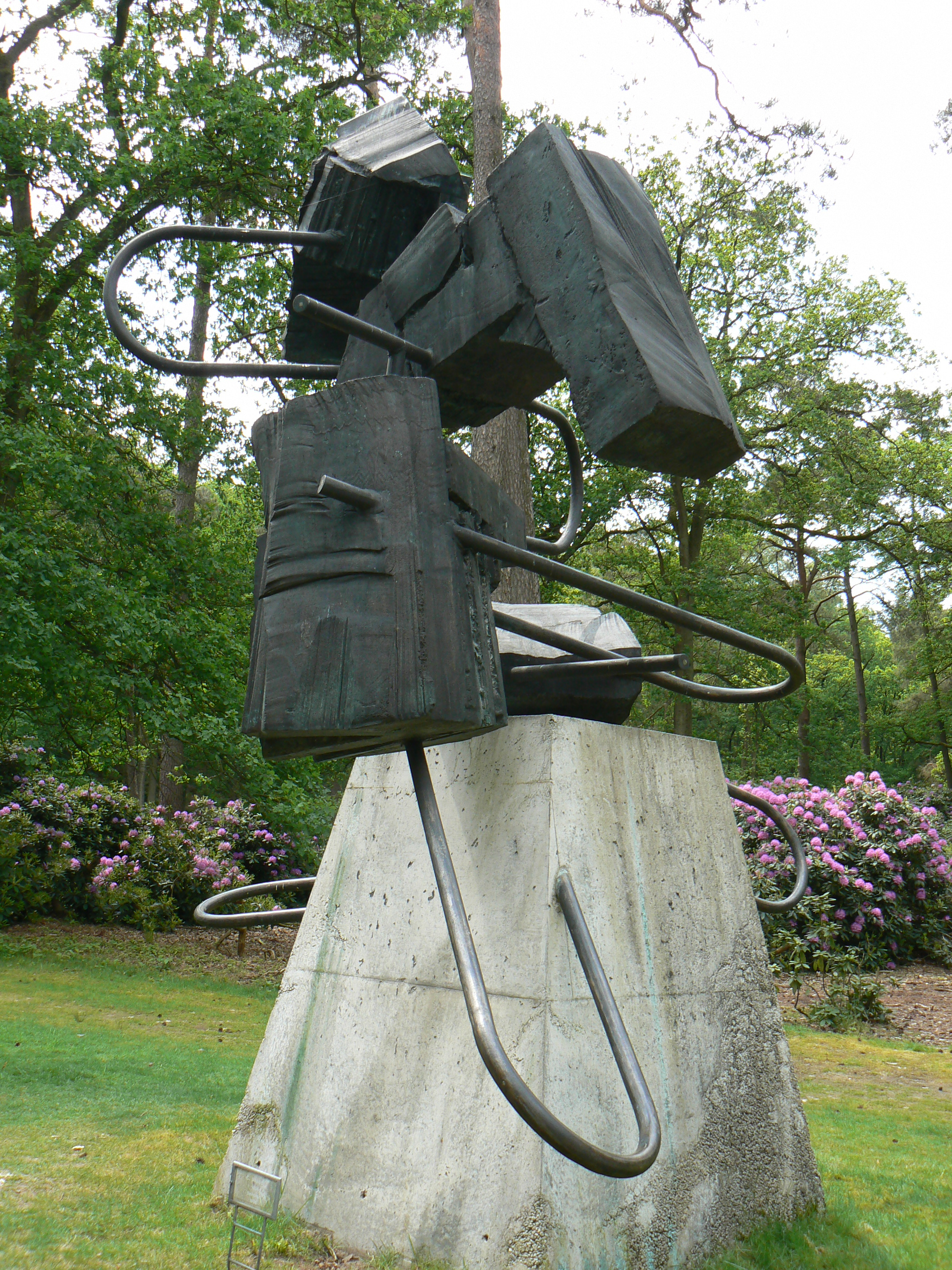
Pleinbeeld (1998) Kröller-Müller Museum, Otterlo

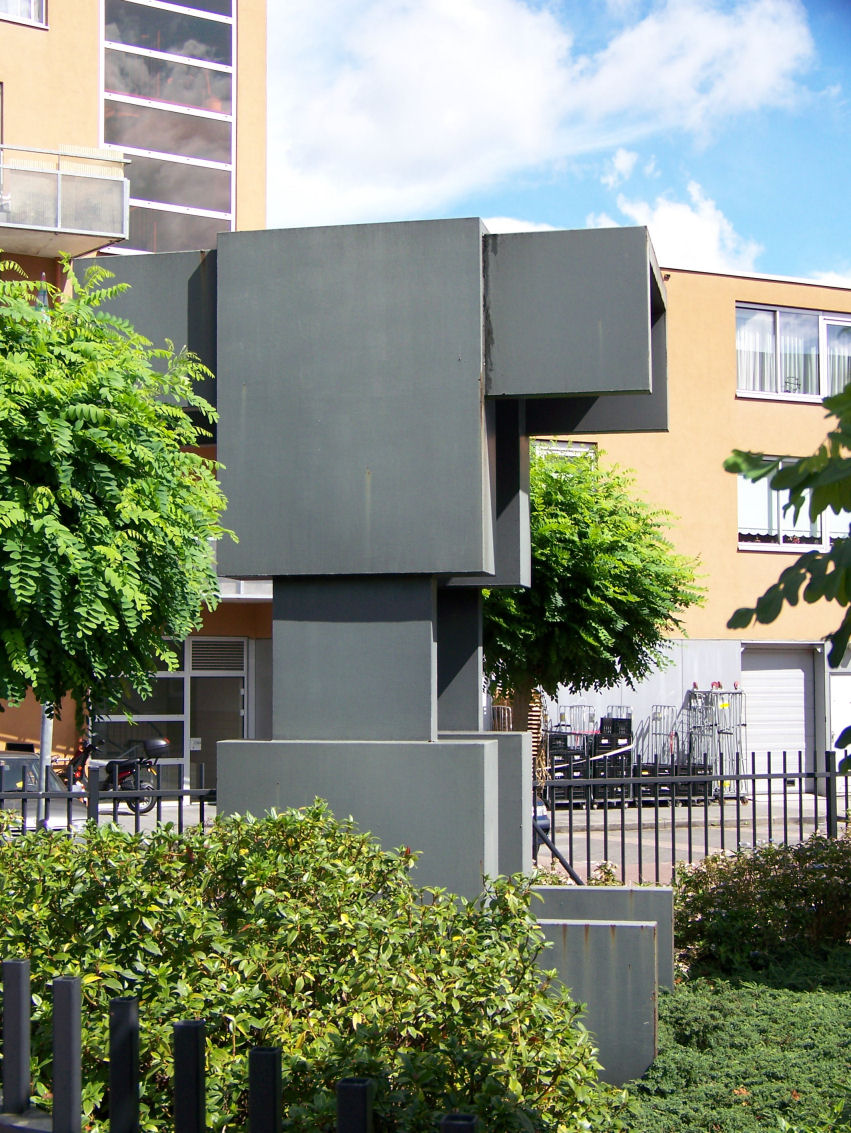
Groningen (1969)

Carel Nicolaas Visser (* 3. Mai 1928 in Papendrecht, Niederlande; † 1. März 2015 in Le Fousseret, Frankreich) war ein niederländischer Bildhauer. Er gilt als wichtiger Vertreter des niederländischen abstrakt-minimalistischen Konstruktivismus in der Bildhauerei.

## Leben und Werk
Carel Visser absolvierte von 1948 bis 1949 ein Studium der Architektur an der Technischen Universität in Delft. Ab 1951 studierte er Bildhauerei an der Königlichen Akademie der Bildenden Künste in Den Haag.
Nach einer Studienreise nach England und Frankreich ließ er sich 1952 in Amsterdam nieder. Er stellte stilisierte eiserne Vogelskulpturen her und hatte seine erste Einzelausstellung im Jahre 1954 in der Galerie Martinet in Amsterdam.
Im Jahre 1957, als seine Bildhauerei abstrakter wurde begann er eine Studienreise nach Italien (Sardinien) mit einem Stipendium der italienischen Regierung. Im Jahr 1962 war er Gastprofessor an der Washington University in St. Louis (Missouri) (USA) und bereiste 1965 Mexiko mit einem Stipendium der niederländischen Regierung. Visser war Dozent an der Koninklijke Academie van Beeldende Kunsten in Den Haag von 1958 bis 1962. Um 1960 beschäftigte er sich mit massiven geschlossenen Würfeln aus Eisen und „schwachen“ Würfeln aus Draht.
Im Jahr 1968 war Visser Teilnehmer der 4. documenta in Kassel und der Biennale von Venedig. Er war von 1966 bis 1998 Dozent am Ateliers ’63 in Haarlem.
Carel Visser wird als einer der wichtigsten konstruktivistischen Künstler der Niederlande bezeichnet. Sein späteres Werk ist gekennzeichnet durch Montagen einer Vielzahl von Materialien wie Reifen, Trommeln, Auto-, Leder-, Lammfelle, Eier usw. Einige seiner Werke sind auch wie eine musikalische Komposition aufgebaut, bei der Wiederholung und Variation eine wichtige Rolle spielen.

## Wichtige Museen mit seinen Werken
- Tate Gallery in London
- Museum Boijmans Van Beuningen in Rotterdam
- Kröller-Müller Museum in Otterlo

## Preise
- 1968: David E. Bright Prize
- 1972: Staatspreis für Bildende Kunst und Architektur
- 1971: Preis der 8. Internationale Grafik-Biennale, Tokio
- 1992: Kunstpreis der Stadt Amsterdam

## Wichtige Ausstellungen
- 1956: Ausstellung „Internationale zeitgenössische Skulptur“, Musée Rodin, Paris
- 1957: „Nederlandse Beeldhouwkunst“, Museum Boijmans Van Beuningen, Rotterdam
- 1959: „Bilder in der Gegenwart“, Stedelijk Museum, Amsterdam
- 1985: Ausstellung im Überblick: „Bild 1975–1985“, Museum Boijmans Van Beuningen, Rotterdam
- 1990: Ausstellung im Sprengel Museum in Hannover